# Nezakoniti brojevi
Nezakonit broj je broj koji predstavlja neku informaciju koju je nezakonito posjedovati, objaviti ili širiti.
Svaka informacija može se binarno predstaviti kao broj, koji je "ipso facto" samo taj broj. U slučaju da je informacija koju broj predstavlja nezakonita, i sam broj može biti nezakonit.

## Povijest
Nezakonit broj može predstavljati neku vrst povjerljive informacije (gospodarske ili druge tajne), koju zakonski mogu posjedovati samo određene ovlaštene osobe.
Jedan od primjera je iz 2007. godine, oko objavljivanja broja koji predstavlja kriptografski ključ primijenjen za zaštitu DVD i Blu-ray diskova, čije je posjedovanje ili objavljivanje prema DMCA (Digital Millennium Copyright Act) nezakonito u SAD.
Svaka slika ili računalni program može se predstaviti kao veliki binarni broj. Ako je, na primjer, slika nezakonita zbog svoje sadržine ili tajnosti/povjerljivosti, u nekim jurisdikcijama taj broj može biti nezakonit.

## Zastave i steganografija
Kao prosvjed u "slučaju DeCSS" koji je vođen protiv objavljivanja koda DeCSS objavljene su mnogobrojne "steganografske" inačice nezakonite informacije. Nakon "slučaja AACS" također su mnogi prosvjedovali s argumentom "ako su i ovako kratki brojevi nezakoniti, sve bazirano na njima je nezakonito, kao što su na primjer uzorci boja" te su kreirali "zastavu slobodnog govora".  Kriptografski ključ za zaštitu DVD i Blu-ray diskova ima samo 16 bajtova 09 F9 11 02 9D 74 E3 5B D8 41 56 C5 63 56 88 C0, od čijih prvih 15 bajtova je po RGB kodiranju boja kreirana zastava slobodnog govora, a 16. bajt predstavlja izraz "Crime Zero" (~nema kriminala).
- RGB kodovi boja na "zastavi slobodnog govora"

|            |            |            |            |            | + C0 |
| # 09 F9 11 | # 02 9D 74 | # E3 5B D8 | # 41 56 C5 | # 63 56 88 | # C0 |

## Vanjske poveznice
- Prvi nezakoniti prosti broj, "The world's first illegal prime number?" web.archive.org (en.)
- Slučaj DeCSS, "EFF & 2600 File Strong Appeal in DeCSS/DVD Case", web.archive.org (en.)
- Gallery of CSS Descramblers, Carnegie Mellon University in Pittsburgh, Pennsylvania, www.cs.cmu.edu (en.)